# Complement de agent
În sintaxa tradițională, complementul de agent este o parte secundară de propoziție care exprimă autorul real al unei acțiuni, fără să fie subiectul gramatical sau, din punct de vedere pragmatic, tema propoziției. Este calificat în mod tradițional ca „subiect logic”, în opoziție cu „subiect gramatical”. În frază îi corespunde propoziția subordonată numită propoziție completivă de agent.
Complementul de agent este tratat ca parte de propoziție în gramatici tradiționale ale unor limbi în care este relativ bine reprezentat, cum este limba română sau limba franceză. În limba engleză nu este mai puțin frecvent, dar în gramaticile acesteia nu este delimitat ca atare, ci împreună cu subiectul, având cu acesta denumirea comună de agent sau agentive. În alte limbi este mai puțin reprezentat decât în precedentele. În gramaticile unora din acestea, precum cele din diasistemul slav de centru-sud (bosniacă, croată, muntenegreană, sârbă, prescurtat BCMS) nu este luat în seamă ca parte de propoziție aparte. Nici în limba maghiară nu este frecvent, totuși în unele gramatici ale sale este amintit ca un complement aparte.

## Regentul complementului de agent
Cel mai frecvent, complementul de agent este subordonat unui verb la diateza pasivă, la un mod personal (predicativ), în mai multe limbi. Un asemenea verb este tranzitiv. Construcția pasivă în care este predicat este echivalentă cu una în care devine verb activ, iar complementul de agent devine subiect:
- ro  Condițiile sunt stabilite de participanți[7];
- fr  La charrue était tirée par les bœufs „Plugul era tras de boi”[8];
- en  The electron was discovered by Thomson „Electronul a fost descoperit de către Thomson”[3];
- hu  A vers a költő által olvastatik fel „Poezia este citită de poet”[9];
- cnr  Svi će oni biti odlikovani od predśednika države „Toți vor fi decorați de președintele statului”[10].

În română este relativ frecvent verbul reflexiv cu sens pasiv: Condițiile se stabilesc de participanți.
În franceză există o perifrază reflexivă cu verbul faire „a face” folosit ca verb numit semiauxiliar, care este echivalentă cu verbul la diateza pasivă: Mon père va se faire opérer par le Professeur Legrand „Tatăl meu va fi operat de către profesorul Legrand”.
În franceză, o perifrază activă cu semiauxiarul faire are sens factitiv (exprimând faptul că subiectul pune pe altcineva să facă acțiunea), putând avea de asemenea complement de agent: Je ferai bâtir ma maison par cet architecte „Îl voi angaja pe acest arhitect ca să-mi construiască casa” (literal „Voi face a construi casa mea de către acest arhitect”). În maghiară, verbul factitiv este marcat de un sufix specific, construcția cu verb factitiv și complement de agent fiind mai frecventă decât cea cu verb pasiv: Kimosatja a ruhát a feleségével „O pune pe soția lui să spele rufele”.
Regentul poate fi și un verb la un mod nepersonal. Acesta poate fi participiul: ro  casa construită de bunicul, hu  a diákok által elvégzett feladatok „exercițiile efectuate de elevi”. În română poate fi și infinitivul la diateza pasivă (lege spre a fi adoptată de parlament), iar în franceză infinitivul la diateza activă: Ne te laisse pas entortiller par ta maman „Nu te lăsa îmbrobodit de mama ta” (Gustave Flaubert). În română poate fi vorba și de modul supin: calități ușor de constatat de către oricine.
Cuvinte alte părți de vorbire derivate de la verbe pot de asemenea fi determinate de un complement de agent. Astfel sunt substantivele nume de acțiuni (numirea lui de către președinte) și adjectivele cu sufixul -bil: acțiuni condamnabile de noi toți.

## Părți de vorbire care exprimă complementul de agent
Complementul de agent este exprimat prin substantive, cuvinte substantivate (adjectiv, numeral) și prin pronume. Dacă este un nume de animat sau asimilabil unui animat, este vorba de un agent care vrea, inițiază și controlează acțiunea. Exemple:
- ro  Copilul este lăudat de părinți[1], El este iubit de oricine, A fost felicitat de cei doi[7];
- fr  Les cambrioleurs ont été surpris par un voisin „Spărgătorii au fost surprinși de un vecin”[11];
- en  The apple was eaten by him „Mărul a fost mâncat de el”[4];
- hu  a csoport által megtekintett kiállítás „expoziția vizitată de grup”[14];
- sr  Presuda je potvrđena od Vrhovnog suda „Sentința a fost confirmată de (către) Tribunalul suprem”[15].

Acest complement poate fi exprimat și de un inanimat, care efectueză acțiunea, dar involuntar, fără a o controla:
- ro  Ușa a fost deschisă de vânt[7];
- fr  Le parc était entouré d’un très haut mur „Parcul era înconjurat de un zid foarte înalt”[11];
- en  A golfer was struck by lightning „Un jucător de golf a fost lovit de trăsnet”[3];
- cnr  Djelovi Primorja opet su zahvaćeni požarom „Părți din Litoral au fost din nou cuprinse de incendiu”[10].

În maghiară nu există practic complement de agent inanimat.
Uneori, complementul de agent poate fi confundat cu un complement indirect sau un complement circumstanțial instrumental. Proba speciei de complement este transformarea construcției pasive în una activă.
În general, complementul de agent nu este unul esențial, adică se poate suprima fără ca propoziția să devină incorectă. Lipsa acestui complement este unul din mijloacele de a exprima subiectul neidentificabil sau neprecizat. Sunt totuși unele verbe pentru care complementul de agent este indispensabil, ex. fr  Ces villas sont possédées par des étrangers „Aceste vile sunt posedate de străini”.

## Construcții cu complement de agent
În limbile fără declinare, raportul gramatical dintre regent și complementul de agent se realizează cu ajutorul unei prepoziții. În engleză, aceasta este by: The report was typed by the secretary „Raportul a fost dactilografiat de secretar(ă)”. În franceză sunt două prepoziții cu acest rol. Distribuția lor depinde de sensul regentului. Mai frecventă este par, folosită mai mult cu verbe cu sens concret, ex. Cet arbre a été touché par la foudre „Copacul acesta a fost atins de trăsnet”. Cealaltă este de, folosită, de pildă, cu verbe care exprimă sentimente: Je suis très déçu de ce mauvais résultat „Sunt foarte dezamăgit de rezultatul acesta slab”. Uneori, cu același verb, în funcție de nuanța de sens pe care o are acesta, se folosește sau una sau cealaltă: Il a été surpris de ma réaction „A fost surpins de reacția mea” (sens figurat) vs. Les cambrioleurs ont été surpris par un voisin „Spărgătorii au fost surprinși de un vecin” (sens propriu).
Româna, limbă cu declinare relativ redusă, se apropie de cele fără declinare în privința construcțiilor cu complement de agent. Acesta este la cazul acuzativ, a cărui formă se deosebește numai la puține cuvinte de cea a nominativului, și se construiește cu prepoziție. Aceasta este în mod curent de: performanțe inatacabile de alte concurente, Scrisoarea trimisă de mine încă n-o primiseră. Se mai folosește și locuțiunea prepozițională de către, în registrul de limbă elevat, numai cu animate sau asimilabile acestora: Se fixează prețuri acceptabile de către populație.
În BCMS, limbi cu declinare relativ dezvoltată, construcțiile cu complement de agent sunt foarte diferite în funcție de caracterul animat sau inanimat al agentului. Unul animat este la cazul genitiv cu prepoziția od (bs  Bio sam kažnjen od oca „Am fost pedepsit de tata”), unul inanimat – la cazul instrumental fără prepoziție: sr  Grad je pogođen zemljotresom „Orașul a fost lovit de cutremur”.
În maghiară, în construcția cu verb factitiv, complementul de agent este la cazul instrumental fără postpoziție (corespunzătoare a prepoziției din alte limbi): Jolánnal fésültette a haját „O punea pe Jolán să-i pieptene părul”. Alta este cu postpoziția által și cu cuvânt având desinența zero, considerat a fi la nominativ: a tanító által gyűjtött népdal „cântecul popular cules de învățător”. Această construcție este echivalentă cu una dată de verb la un mod nepersonal numit „participiu verbal”, cu complementul de agent la nominativ fără postpoziție: az anyám sütötte kenyér „pâinea coaptă de maică-mea”. În maghiară, pronumele personale au forme supletive pentru funcțiile de complement altul decât direct, unele formate din postpoziții la care se adaugă sufixe personale posesive corespunzătoare adjectivelor posesive din alte limbi. Drept complemente de agent se folosesc asemenea pronume formate de la postpoziția által: a tanító által gyűjtött népdal „cântecul popular cules de învățător” → az általa gyűjtött népdal „cântecul popular cules de el”. La alte persoane, pronumele sunt általam „de (către) mine”, általad „de (către) tine” etc.